# Bataillon Mackenzie-Papineau
Pour les articles homonymes, voir Papineau.

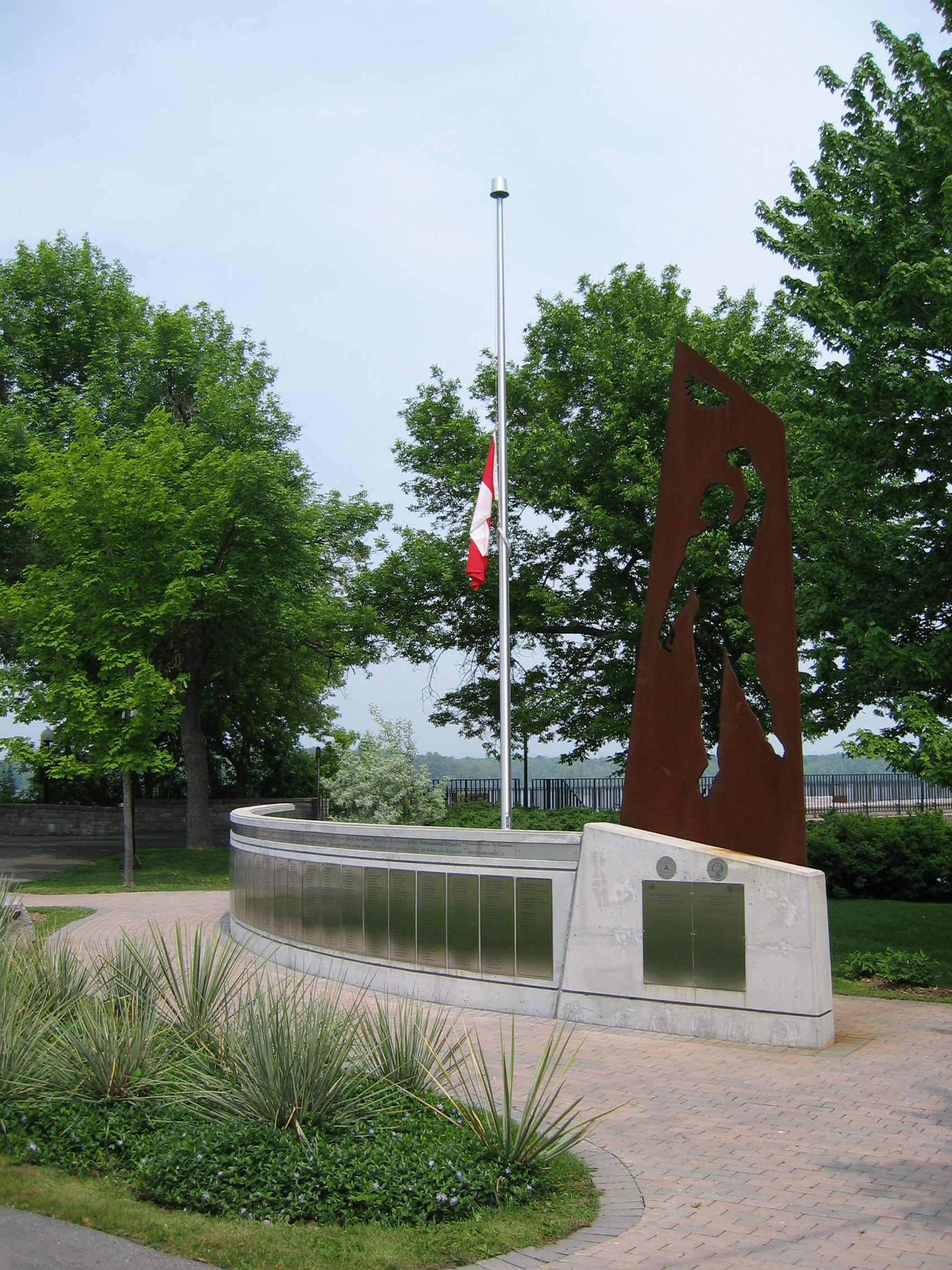
Monument du Bataillon Mackenzie-Papineau à Ottawa

Le bataillon Mackenzie-Papineau (ou bataillon Mac-Pap) est un bataillon de volontaires canadiens fondé en 1937. Ses membres ont combattu en tant qu'éléments du quinzième régiment international des Brigades internationales, dans le camp républicain, lors de la Guerre d'Espagne.

## Les volontaires canadiens
Le déclenchement de la guerre civile d'Espagne en 1936 pousse environ 1 700 Canadiens à se joindre aux brigades internationales. La majorité de ces volontaires sont des hommes célibataires, immigrants européens de la première génération, âgés en majorité entre 30 à 40 ans. La plupart sont à l'époque des chômeurs durement frappés par la crise économique des années 1930 : premiers à perdre leurs emplois en raison de leur nationalité, la plupart se politisent dans les camps de secours aux chômeurs et grâce aux associations de soutien, répandues à l'époque. 
À l'exception de la France, qui a une frontière commune avec l'Espagne et qui avait élu à l'époque le Front populaire analogue au Frente Popular espagnol, le Canada a été proportionnellement le pays à envoyer le plus de volontaires. Les Républicains espagnols les appelaient affectueusement los Canadienses.[source insuffisante]
Les premiers Canadiens à rejoindre les Républicains sont intégrés à la brigade Abraham Lincoln, principalement composée d'effectifs américains.
En février 1937, le Comité de Non-intervention de la Société des Nations a interdit aux volontaires étrangers de rejoindre les troupes républicaines[source insuffisante].

## Les «Mac-Paps»
En 1937, un bataillon propre est créé pour les volontaires canadiens. Le bataillon Mackenzie-Papineau rend hommage à William Lyon Mackenzie et Louis-Joseph Papineau, les deux chefs réformateurs anglophone et francophone des rébellions de 1837. Il compte jusqu'à 1 500 membres et prend part à cinq grandes campagnes en 1937 et 1938. En septembre 1938, après la défaite de l'Èbre, la république est perdue et la guerre se termine pour les Canadiens. Plus de 400 volontaires canadiens y ont laissé leur vie.

### Filmographie
- 1975 : « Les Canadienses ». Albert Kish, Office national du film du Canada